# Âmes
Âmes (titre original : Souls) est un roman court de science-fiction féministe de 1982 de l'écrivaine américaine Joanna Russ. Il est publié pour la première fois dans The Magazine of Fantasy & Science Fiction en janvier 1982, puis dans The Best Science Fiction of the Year 12 (en) de Terry Carr, dans le recueil de nouvelles de Joanna Russ Des gens (extra)ordinaires (en) en 1984 ainsi que dans le premier volume de l'anthologie éditée par Isaac Asimov et Martin H. Greenberg The New Hugo Winners (en), et en 1989 dans un volume double édité par Tor Books avec Houston, Houston, me recevez-vous ? de James Tiptree, Jr.

## Résumé
Dans l'Allemagne du XIIe siècle, Radulphus raconte l'histoire de Radegunde, abbesse de l'abbaye où il passa son enfance, et de ce qu'elle a fait « quand les Normands sont venus » et de la façon dont il a découvert sa vraie nature.

## Réception
Âmes a remporté le prix Hugo du meilleur roman court 1983, le prix Locus du meilleur roman court 1983 et a été finaliste du prix Nebula du meilleur roman court 1982.
Stephen Burt a décrit l'histoire comme « parfaitement travaillée ».